# معادن مس ایران
عنصر مس با ۰٫۰۱ درصد فرآوانی، ۲۴ امین عنصر فراوان در پوسته زمین است و در رده مهم‌ترین مواد فلزی قرار می‌گیرد. معادن مس هم با پراکندگی مناسبی در سرتاسر ایران قرار دارند.

## معادن مس در ایران

### معدن مس سرچشمه
معدن مس سرچشمه در استان کرمان و در نزدیکی شهرستان رفسنجان واقع است و یکی از بزرگ‌ترین مجتمع‌های صنعتی معدنی جهان محسوب می‌گردد و بزرگ‌ترین تولیدکننده مس ایران می‌باشد. مس سرچشمه ۳۲ درصدمس کل معادن دنیا را داراست و از نوع معادن بسیار غنی دنیاست.
این محل از قدیم به‌دلیل جاری بودن آب‌های زنگاری‌رنگ و تشکیل رسوبات آبی‌رنگ در کف دره‌ها و جویبارها مورد توجه بوده است. این رسوبات نمک که سولفات مس می‌باشند، هم‌اکنون نیز در کف آبراهه‌های اطراف معدن قابل مشاهده می‌باشند. این کانسار برای اولین‌بار توسط برادران رضایی در سال ۱۹۲۸ کشف شد.

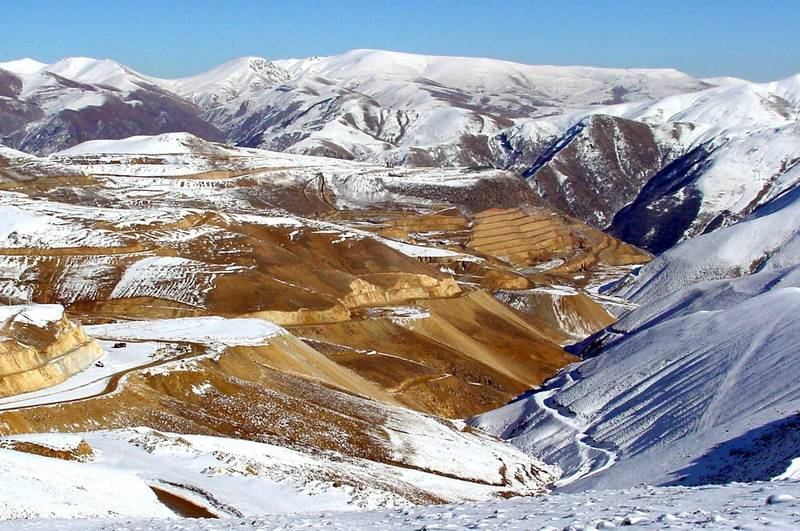
معدن مس سونگون در زمستان

### معدن مس سونگون
معدن مس سونگون در استان آذربایجان شرقی و شهرستان ورزقان قرار دارد. سابقه معدن‌کاری در سونگون به دو قرن پیش (دوره قاجاریه) برمی‌گردد. آثار فعالیت‌های قدیمی به صورت استخراج زیر زمینی در امتداد طول رودخانه سونگون در محدوده پرعیار بوده است. بهره‌برداری از سنگ‌های پرعیار مس تا سال ۱۳۵۱ متناوباً انجام گرفته است.

### معدن مس میدوک
معدن مس میدوک در شهرستان شهربابک در استان کرمان واقع شده و در فاصله ۱۳۲ کیلومتری شمال غرب معدن مس سرچشمه قرار گرفته است. نام قدیمی این معدن مس لاچاه بوده است که به سبب نزدیکی به روستای میدوک به این نام تغییر یافته است.

### معدن مس قلعه زری
معدن مس قلعه زری در استان خراسان جنوبی در نزدیکی روستای قلعه زری شهرستان بیرجند قرار دارد که از ۷۰ سال پیش مورد بهره‌برداری قرار گرفته است. رگهٔ اصلی معدن دارای طول ۲۰۰۰ متر و ضخامت ۳ تا ۵ متر است که کانسنگ در حال بهره‌برداری آن در عمق ۳۰۰ متری دارای ۲٪ مس و حدود ۰٫۵ گرم در تن طلا است. کنسانتره ۲۴٪ مس این کانسار دارای ۱۷ گرم در تن طلا می‌باشد.

### معدن مس درآلو
معدن مس درآلو در نزدیکی روستای درآلو شهرستان رابر در استان کرمان واقع شده است. این معدن ذخیره‌ای بالغ بر ۱۵۴ میلیون تن مس را دارا می‌باشد. مطالعات اولیه اکتشافی در معدن درآلو در سال ۱۳۵۲ توسط یوگوسلاوها انجام گردید و سپس مطالعات اکتشاف معدنی توسط شرکت اولنگ وابسته صندوق بازنشستگی صنایع ملی مس انجام گرفت.